# 419 a.C.

## Eventos
- Agripa Menênio Lanato, Espúrio Náucio Rutilo, Públio Lucrécio Tricipitino e provavelmente Caio Servílio Áxila, tribunos consulares em Roma.
- Aliança entre Atenas e Argos.